# 경주 불국사 연화교 및 칠보교
경주 불국사 연화교 및 칠보교(慶州 佛國寺 蓮華橋 및 七寶橋)은 대한민국 경상북도 경주시 불국사에 있는 남북국 시대 신라의 건축물로 대한민국의 국보 제22호이다.
극락전으로 오르는 돌계단이다. 연화교가 아래쪽의 계단이고(10단) 칠보교는 위쪽의 계단이다.(8단) 청운교와 백운교보다는 규모가 작다. 형태는 비슷하다. 기울기는 45도이다. 연화교 계단에 새겨진 연꽃무늬는 계단을 밟는 사람이 아미타 부처의 극락정토에 왕생하기를 바라는 의미를 담고 있다. 세워진 시기는 8세기 중엽이다. 통일신라의 계단으로, 완전한 형태로 보존되고 있다.

## 사진

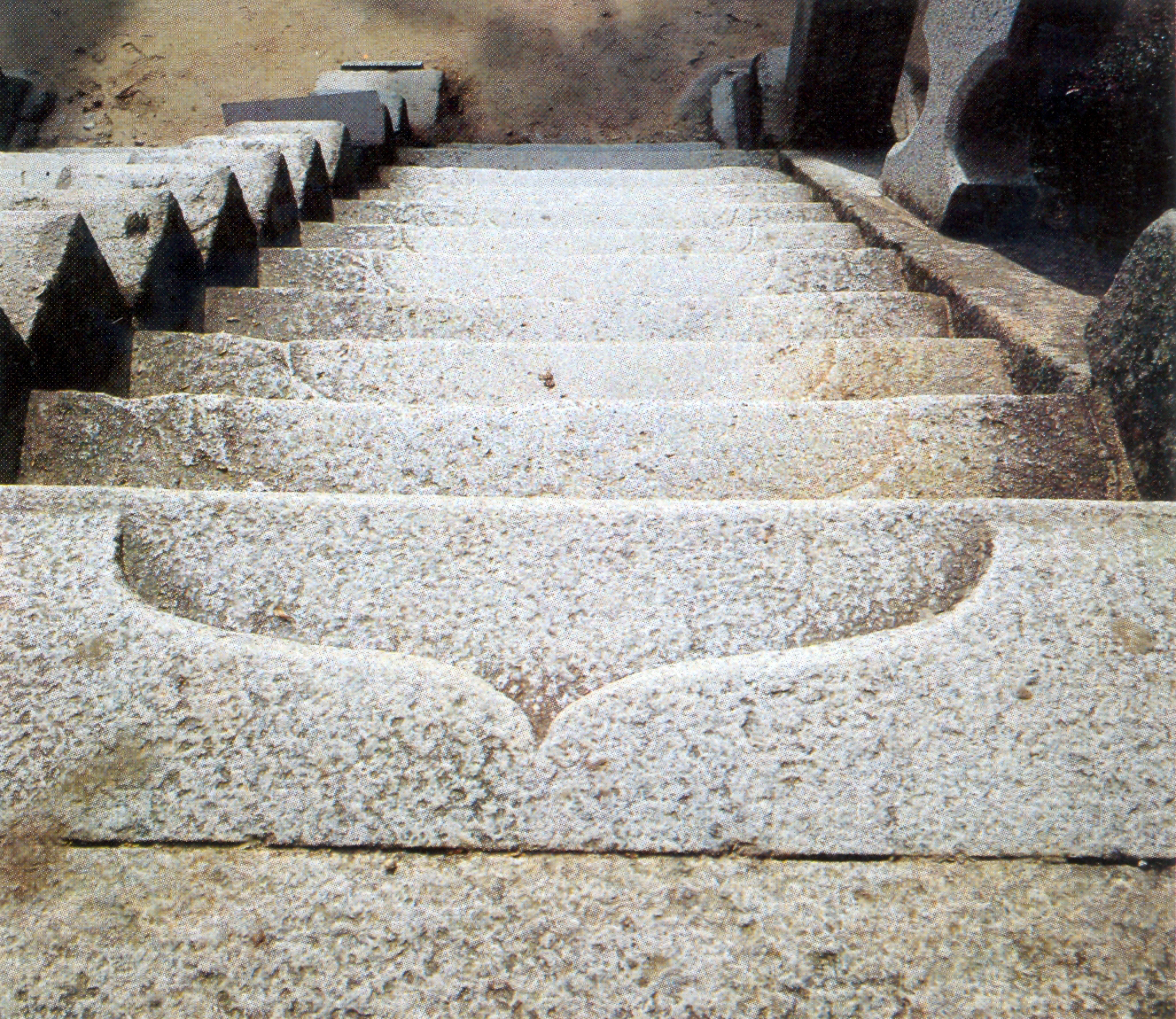
연화교 계단에 새겨진 연꽃무늬

## 같이 보기
- 불국사